# Prahúa
Prahúa (en asturiano: Praúa y oficialmente) es una parroquia del concejo de Candamo, en el Principado de Asturias (España). Alberga una población de 111 habitantes (INE 2011) en 74 viviendas. Ocupa una extensión de 7,77 km².
Está situada en el extremo suroccidental del concejo. Limita al norte con las parroquias de Aces y San Tirso; al noroeste con la de Grullos; al este con la de Murias; al sur, con el concejo de Grado, concretamente, con las parroquias de Castañedo y Cabruñana; y al oeste, con el concejo de Salas, con la parroquia de San Esteban de las Dorigas.
La iglesia parroquial, dedicada a San Andrés consta de ábside cuadrado y nave única, precedida de un vestíbulo cerrado, con espadaña de tres arcos.
Existen evidencias de la existencia de un castro en esta parroquia.

## Poblaciones
Según el nomenclátor de 2009 la parroquia está formada por las poblaciones de:
- La Mortera (lugar): 56 habitantes.
- Prahúa (Praúa en asturiano) (aldea): 55 habitantes.